# لندر (کالیفرنیا)
لندر (به انگلیسی: Landers) یک منطقهٔ مسکونی در ایالات متحده آمریکا است که در شهرستان سن برناردینو، کالیفرنیا واقع شده‌است. لندر ۲٬۹۸۲ نفر جمعیت دارد و ۹۴۰ متر بالاتر از سطح دریا واقع شده‌است.